# Кампф, Леопольд
Леопольд Кампф (нем. Leopold Kampf; 1882, Краков — 19 декабря 1912, Краков) — австрийский драматург еврейского происхождения.
Окончил юридический факультет Ягеллонского университета, получил степень доктора права. Дебютировал в 1905 году пьесой «Накануне» (нем. Am Vorabend), герои которой — участники Русской революции 1905 года, готовящие покушение на губернатора. Сообщается, что изначально пьеса была написана по-польски (пол. W przededniu), но не прошла в Кракове цензуру, после чего автор сам перевёл её на немецкий язык и выехал вместе с текстом в Германию, где берлинская цензура также не пропустила пьесу, но в Гамбурге состоялось первое приватное представление. В 1907 году вышел русский перевод, в 1908 году появились французский перевод Робера д’Юмьера и финский перевод Аарне Орьятсало, в США появились английский перевод, а также переводы на итальянский язык (Артуро Джованнити) и идиш, в 1909 году в Египте вышел турецкий перевод, выполненный принцессой Кадрией, дочерью будущего султана Хусейна Камиля, в 1912 году появился румынский перевод Хараламба Леки. Ли Шицзэн в 1908 году опубликовал перевод пьесы на классический китайский язык (вэньянь); перевод на современный китайский (путунхуа) позднее выполнил Ба Цзинь, признававшийся, что знакомство с этой пьесой (в переводе Ли Шицзэна) произвело на него в пятнадцатилетнем возрасте неизгладимое впечатление. Постановки пьесы также прошли во многих странах, особенно большое внимание привлекла нью-йоркская постановка 1909 года, для которой оригинал Кампфа был переработан Мартой Мортон, в главной роли дебютировала на Бродвее Хедвиг Рейхер. Парижская постановка выдержала более 450 представлений, в 1912 году была заново представлена версия с музыкой Франческо Гварньери. Во многих городах Германии постановка пьесы была запрещена ввиду очевидных симпатий автора к героям-революционерам; в Российской империи цензурный запрет коснулся латышского перевода (1912). При этом критика отмечала слабость сочинения Кампфа с собственно драматической точки зрения, указывая на то, что отдельные эпизоды, при всей своей достоверности и эффектности, слабо связаны друг с другом: по словам одного из американских рецензентов, это «не больше похоже на пьесу, чем разбросанные обломки Парфенона — на дорический храм»; польский критик Антоний Холоневский отнёсся к первому произведению Кампфа с большей симпатией, увидев в нём «произведение сильного и искреннего таланта, <…> глубокое и сосредоточенное изучение тех состояний морального и нервного напряжения, которые и создают „героев революции“».
Несколько последующих пьес Кампф написал по-немецки. Две из них, «Аист» (нем. Der Storch, пол. Bocian) и «Нина», были поставлены в Кракове уже после его смерти. Сообщалось также о ряде принадлежащих ему остро психологических новелл.
Умер от туберкулёза.